# Limnodynastes terraereginae
Limnodynastes terraereginae és una espècie de granota que viu a Austràlia.